# 桃太郎電鉄2017 たちあがれ日本!!
桃太郎電鉄2017 たちあがれ日本!!（ももたろうでんてつ2017 たちあがれにっぽん!!）は、ヴァルハラゲームスタジオが開発し、2016年12月22日に任天堂より発売したニンテンドー3DS用ゲームソフトである。

## 概要
家庭用ゲーム機向けの桃太郎電鉄シリーズとしては『桃太郎電鉄WORLD』以来6年ぶりの新作であり、オリジナルメーカーのハドソンがKDEに吸収合併されてから初めてリリースされた新作である。作曲はこれまでのシリーズ作品に引き続き関口和之と池毅が手掛けている。またシリーズ初期（～『スーパーII』）に関わった桝田省治もゲーム・アドバイザリーとして約20年ぶりに参加している。
本作では東日本大震災や2016年の熊本地震など、実際に起きた自然災害からの復興がテーマの一つに設定されている。

## ゲームモード
ひとりで桃鉄
1人でCOMキャラ2人と対戦する1人用のモード。以下の2つのゲームで対戦が可能。なお今作ではモードでマップが異なっており「いつもの桃鉄」ではゲーム開始時は停車できない駅（震災駅）が存在するほか、震災復興によりプラス駅になっているマスは「桃鉄3年決戦」ではマイナス駅になっている。
いつもの桃鉄
1-100年の中から設定した年数をプレイして総資産を競うモード。
桃鉄3年決戦!
3年プレイして総資産を競うモード。初めから1億円と「急行周遊カード」「ぶっとびカード」を1枚ずつ持ってゲームが開始し、「いつもの桃鉄」とはゲームバランスが一部異なっている。
みんなで桃鉄
「いつもの桃鉄」と「桃鉄3年決戦!」で対戦する2-4人用のモード。以下の2つの方法で対戦が可能。なお、人間1人でCOMキャラ3人と対戦したい場合はこのモードでゲームを開始し、ゲーム中の「その他」コマンドでプレイヤーの設定を変更する必要がある。
ワイヤレスで対戦!
近くにいる、ニンテンドー3DS本体を持つプレイヤーと通信対戦する。
1台で対戦!
1台のニンテンドー3DS本体をプレイヤー全員で回しながら対戦する。

## 前作からの変更点
- 発売元がオリジナルメーカーのハドソンから任天堂になった。ただしシリーズの著作権自体はゲーム監督のさくまあきらとハドソンを吸収合併したKDEが保有している。なお次回作はKDEから発売されている。
- 開発元がオリジナルメーカーのハドソンからヴァルハラゲームスタジオになったが、当時のヴァルハラにはハドソンでシリーズ作品を手掛けていた「Team Kawada」のスタッフ（川田忠之、田中俊介、吉見直人、相原真人）が在籍していて、本作は彼らを中心に開発された。なお次回作の開発はシリーズの開発経験がないインファイト（開発全般）と川田忠之の設立したMOMO（一部開発）が担当することとなった。
- 桃太郎と貧乏神を除くキャラクターデザインが、土居孝幸のものからさくまの友人である、北見隆、田森庸介、こいでたく、えびなみつる、大川清介、万乗大智、一本木蛮、川島明（麒麟）、かすやたかひろ、ふるかわともこ、なごやあきらが作成したものに変更されている。なお、次作では桃太郎と貧乏神も含めて再刷新されるが、一部のメンバーが続投している。
- パッケージ等の桃太郎のアートワークの帽子の桃マークの部分に作品の略称を表す文言（「16」（『16』）、「20」（『20周年』）、「2010」（『2010』）など）が入っていない[注 1]。
- CMイメージキャラクターとして『USA』～『20周年』で起用されていた陣内智則が再度起用された。
- 「桃太郎電鉄」のロゴデザインが『2010』より使用されていた丸ゴシック体のものから『20周年』まで使用されていた江戸文字勘亭流のものに変更（再使用）になった。
- 「いつもの桃鉄」の最大プレイ年数が100年になった（『タッグマッチ』以来）。『16』『2010』『タッグマッチ』でも同様の仕様が取られていたが、任天堂の携帯機向けタイトルとしては初[注 2]。
- 「いけますよ!」コマンドが「いけるかな」コマンド（『15』までの名称「いけるかな?」から「?」を抜いたもの）に改称されたが、効果自体は「いけますよ!」の効果と同じ。
- 「空いてます」コマンドが「買えるかな」コマンドに改称されたが、効果自体は「空いてます」と同じ。
- カード袋は「急行系」「便利系」に分かれておらず、1人につき合計8枚まで所持できる（これまでの携帯電話向けタイトル、DS向けタイトル[注 3]と同様）。
- 陸路と航路の中継点としてのフェリー駅、空路と陸路の中継点としての空港駅も再登場している。また「釧路-竹芝-宮崎-佐世保-種子島-那覇」の太平洋の航路が廃止され「帯広-成田-愛知-関西-宮崎-那覇-ホノルル」間を空路で繋ぐようになった。ただし、「小樽-舞鶴」の日本海航路は健在で九州エリアに、壱岐・対馬、五島と八重山列島が全国編に初登場し、それらを航路が繋いでいる。
- ハリケーンボンビーがキングボンビーに統合された。キングボンビーへ変身中のBGMが異なり、従来のキングボンビーと同様に複数の悪行から毎回ランダムに決定されるパターンと、1画面中の全プレイヤーの物件を大量消去するパターンがある。使用されるBGMも従来のもの[注 4]がそれぞれ使われるため、システム上は従来と変わりない。
- 本作でのゲストボンビーは「ナイトメアボンビー」。
- 今作より、ボンビー・モンキー、ペペペマンは廃止された。
- 新たにカード0枚の状態でカード駅に入ると複数枚カードが貰えるきのこガール、マイナス駅に入ると稀に登場して4以上が出るとランダムで急行系カードが使えるともちゃわわ〜ん、目的地が遠い時に稀に6を出すと目的地の近くに連れてって貰えるテッテケテー、京都、祇園、嵐山、京都駅周辺に止まるとデビル系カードを消去・借金を帳消しにして貰えるおせきはんが登場するようになった。
  - COMキャラ「さくま」が絶好調になると、マイナス駅・カード駅・ナイスカード駅が変化するようになった[注 5]。
- 今作より、「100倍乗っ取り」「鉄道経営」のシステムが復活した。
- 「リニアカード」の効果が『16』『2010』『タッグマッチ』と同じくサイコロ8個振る効果に変更された。
- 各都道府県の県庁所在地の物件駅のデザインが専用のデザインとなった。
- 『20周年』『2010』『タッグマッチ』に登場した「急行駅」「3カード駅」と『WORLD』に登場した「レアカード駅」は廃止された。
- 今作より、所持する全ての「効果が持続するカード」の使用状況を初期化する（「期間延長カード」と同じ）効果を得られる「周遊駅」が初登場した。
- 「☆に願いをカード」が廃止された代わりに、近くにあるカード売り場を8箇所提示され、選択し移動する「☆飛びカード」が登場した。
- 「福袋カード」を使った際に「リトルデビルカード」や「デビルカード」のような損害系カードが出てこなくなった。
- 本作のみ、貧乏神の悪行終了後、エンジェルやデビルによる持ち金増減や記念仙人登場が発生した場合、貧乏神のBGMが流れ続けるようになった。
- 『20周年』『2010』『WORLD』に存在したオンライン対戦機能に対応していない。
- 『15』からマップ上にあった高松駅周辺の桃太郎と貧乏神の石像のランドマーク（2002年に鬼無駅に設置された桃太郎電鉄の石像を表現したもの）がなくなった。
- 「キングボンビーの財布」のイベントが、「キングボンビーの金庫」に変更された。イベントの内容自体は変わらない。

## 本作初登場の曲
関口和之作曲
- 幸せでさよなら
- おせきはん

池毅作曲
- 呪いのナイトメアボンビー
- たちあがれ日本
- Oh!きのこガール
- みんなでがんばろう!（マップ曲）
- 新東北3大まつり
- 蘇れ!大地
- 最後の挨拶

### 復興曲
- ささやかな明日
  - 歌：テツandトモ、作詞：小室みつ子、作曲：関口和之、編曲：池毅